# Gibbobruchus cristicollis
Gibbobruchus cristicollis là một loài bọ cánh cứng trong họ Bruchidae. Loài này được Sarp miêu tả khoa học năm 1885.